# Renate Mannhardt
Renate Mannhardt (Wuppertal, 20 de novembro de 1920 – Nova Iorque, Estados Unidos, julho de 2013) foi uma atriz alemã.
Ela estrelou no filme de Peter Lorre, The Lost One (1951).

## Filmografia selecionada
- 1943: Geliebter Schatz
- 1943: Zirkus Renz
- 1945: Via Mala
- 1956: Zu Befehl, Frau Feldwebel
- 1956: Rot ist die Liebe
- 1960: Willy, der Privatdetektiv
- 1960: Die große Attraktion
- 1961: Siegfrieds Tod
- 1976: Mastermind